# Laharpur
Laharpur (hindi लहरपुर) – miasto w północnych Indiach w stanie Uttar Pradesh, na Nizinie Hindustańskiej.
Populacja miasta w 2001 roku wynosiła 50 080 mieszkańców.